# Patrick Augustine Sheehan
Patrick Augustine Sheehan, irski katoliški duhovnik, pisatelj in politični aktivist, * 17. marec 1852, Mallow, † 5. oktober 1913, Doneraille.

## Življenje
Po imenovanju za kanonika okrožne škofije Cloyne je bil bolj poznan kot Canon Sheenan iz Doneraileja, mesta na JZ države, kjer je napisal večino svojih glavnih del in služboval kot župnijski duhovnik. Bil je tretji najstarejši izmed petih otrok očeta Patricka, lastnika majhnega podjetja, ter matere Joanne Regan. Zgodnje izobraževanje je opravil na državni šoli Long Room v Mallowu, nadaljnje šolanje na kolidžu sv. Colmana v Fermoyju, ravno v času burnih irskih uporov proti britanskemu vladanju, imenovanih Fenian Rising, ki so nanj močno vplivali. Opisoval jih je v več romanih, najbolj v Grobovih Kilmorna, kjer je kot študent v Fermoyju vnovič priča fenijskemu uporniškemu gibanju. Na duhovniški poklic se je pripravljal na kolidžu Maynooth v okrožju Kildare. Špartanski režim ustanove mu ni ustrezal, je bil briljanten študent, ki je navkljub bolezni uspel zaključiti študij, leto preden so ga lahko posvetili. Varovanca škofa Johna McCartyja iz Cloyna je na njegovo željo posvetil škof William Delany v katedrali sv. Marije in Ane 18. aprila 1875 v Corku. Sheehan naj bi prvič maševal v mallowški Kapeli samostana usmiljenja.

## Literarno udejstvovanje
Sheehan je najbolj znan kot romanopisec. Literarno kariero je začel skromno, ko je v začetku osemdesetih let 19. stoletja objavil zbirko esejev The Irish Ecclesiastical Record s temami: verske inštrukcije za šole, vpliv emigracije na Cerkev, filozofija Ralpha Walda Emersona, politične zaznamovanosti Leona Gambette v povojni Franciji, čezoceanskih svobodnjaških misli in teološke kritike patrističnega mišljenja v Angliji. Na Irskem je naredil prepoznaven premik v javni debati o izobraževanju, zlasti z zgledom nemških univerz, s prispevki o klerikalnem življenju, izobraževanju ter filozofiji je vzbudil zanimanje tudi v Angliji in v Združenih državah Amerike. Napisal je mnogo del za otroke, esejske zbirke, objavljal je poezijo ter pridige. Nemalo njegovih del je prevedeno in objavljeno v nemščini, francoščini, madžarščini, poljščini, češčini, slovenščini, španščini, ukrajinščini, nizozemščini, flamščini in italijanščini. 

## Sheehan na Slovenskem
Prvič se avtorjevo ime pojavi v Katoliškem obzorniku leta 1904 v zvezi s prevodom njegovega dela Dolina krvi pet let kasneje (1909). Prevedel ga je Izidor Cankar pod psevdonimom Franc Bregar in pod spremenjenim naslovom Nodlag ponatisnil leta 1926. Izidor Cankar je pri Katoliški bukvarni pod psevdonimom Davorin Ciuha objavil tudi Sheehanov roman Kresalo duhov (1917). 1932 je izšel prevod pripovedi Marjetica duhovnika Andreja Smrekarja.  
Dne 12. oktobra je umrl v Donerailu v Corku svetovnoznani irski pisatelj kanonik Sheehan, ki je zaslovel zlasti s svojo knjigo "Moj novi kaplan". To kratko naznanilo v dnevnih listih nam je nedavno javilo smrt enega najljubeznivejših pa tudi največjih sodobnih pisateljev. Ne vprašujemo tu, kot je ob takih prilikah navada: Kdo ne pozna njegovih del? Ne vprašujemo, ker vemo, da ima sedanje človeštvo vse polno posla s krutimi političnimi in gospodarskimi boji in torej prebira povečini v prvi vrsti le politične liste, nekoliko morda še svoje narodno slovstvo. Za svetovno slovstvo manjka časa. Zatorej je ime Patrika Avguština Sheehana znano večini izobražencev le vtoliko, vkolikor je bilo omenjeno po časnikih. (V. Schweitzer, † Patrik Avguštin Sheehan, Dom in svet 26/12 (1913), 476)

### Prevedena dela
- Dolina Krvi (Glenenaar), povest iz irskega življenja, prevedel Franc Bregar [Izidor Cankar]. Ljubljana: Katoliška bukvarna, 1909. Ponatis v Amerikanskem Slovencu 1916, izvirnik Glenenaar je iz leta 1904.
- Kresalo duhov, roman iz irskega življenja, prevedel Davorin Ciuha [Izidor Cankar]. Ljubljana: Katoliška bukvarna, 1917. Ponatis v Ilustriranem glasniku 1915–1916 in Ameriški domovini 1920, izvirnik Lisheen, or The test of the spirits je izšel leta 1907.
- Nodlag, povest irskega dekleta, prevedel Franc Bregar [Izidor Cankar]. Ljubljana: Jugoslovanska knjigarna, 1926.[3]
- Moj novi kaplan (Father Letheby). Domoljub 44/51-52 (1931) in 45/1-46 (1932). dLib
- Marjetica, mala pevka, prevedel Andrej Smrekar. Gorica: Sigma, 1932.

### Ocena njegovega dela
Njegovo prvo delo Dolina krvi, povest iz irskega življenja (1907) je bilo ocenjeno dve leti kasneje: "Zdi se pač, da Sheehan ni pisatelj po poklicu, nego se bavi s književnostjo le iz amaterstva. Vzlic temu je njegova povest v osnovi umotvor in njena tendenca vseskozi umetniška. [...] Dikcija povesti je navidezno sila preprosta, a Sheehan zna brez efekta prikazati prizore, ki segajo po srcu ter pretresajo dušo in srce. Skratka, prav lepa, zdrava, ki ji želimo čim največ pozornih čitateljev." (Dom in svet 1909, str. 321)

## Politična aktivnost
Sheehan je postal politično aktiven v začetku 20. stoletja ob Wyndhamovem zakonu o kupovanju zemlje, delu člana parlamenta, Williama O'Briena. Vzpodbujal je lokalne najemniške kmete na območju Doneraileja,  jim dajal nasvete o kupovanju in najemništvu. Bil je ustanovitelj in vodilni član stranke All-for-Ireland League (AFIL), skupaj z O'Brienom je zagovarjal unijo katoliških in protestantskih interesov v vseh smereh irskega političnega, socialnega in kulturnega življenja. Predstavljala sta nasprotni pol Redmondove stranke IPP. Sheehan je pridobil osem neodvisnih članov parlamenta za prihajajoče decembrske volitve. Mogoče najbolj zaznamujoča lastnost avtorja je bila njegova vizija o reorganizaciji irske družbe, ki bi se uresničila šele z neodvisnostjo Irske. Njegov nacionalizem tako ni bil izključno galski ali katoliški, najbolje ga je opisal v romanu Intelektualci leta 1911. V njem se literarne osebe katoliškega ali protestantskega ozadja iz Irske, Anglije ter Škotske sestanejo, da bi se pogovorili o aktualnih problemih.